# Olle Olsson Hagalund-museet
Olle Olsson Hagalund-museet är ett kommunalt ägt och privat drivet konstnärsmuseum i Hagalund i Solna kommun. 
Olle Olsson Hagalund-museet ligger i Olle Olsson-huset vid hörnet Spetsgatan/Furugatan, i vilket Olle Olsson Hagalund bodde under hela sitt liv. 
Museet är ägnat dels åt Olle Olsson Hagalund och dennes konst, dels åt den gamla kåkstaden Hagalund, som revs under 1960-talet för att ge plats till höghusområdet Blåkulla.
I museet finns bland annat modellen Yttersta Hagalund av det gamla Hagalund runt Olle Olsson-huset, som gjorts av Kent Fernström (född 1958).